# Langedijke
Langedijke (Stellingwerfs: Langedieke; Fries: Langedike) is een dorp in de gemeente Ooststellingwerf, in de Nederlandse provincie Friesland
Het ligt tussen Oosterwolde en het Nationaal Park Drents-Friese Wold. Het dorp telde op 1 januari 2023 325 inwoners. Onder het dorp valt ook deel van de buurtschap Boekhorst.

## Geschiedenis
Het dorp is ontstaan langs een weg waaraan diverse boerderijen dichtbij elkaar stonden. De naam (letterlijk "lange weg") verwijst hier nog naar. Er staat ook een van de Klokkenstoelen in Friesland. Er hangt een klok in uit 1300; vermoedelijk oudste klok van Noord-Europa. De klok komt mogelijk van een afgelegen klooster dat bij Langedijke heeft gestaan.
De plaats zelf wordt voor het eerst vermeld in 1408 als Langedijc. In 1500 als Laigedick en is het een eigen parochie. In 1640 is er sprake van 12 boerderijen die stemgerechtigd waren om recht te kunnen spreken in het dorpsgebied.
Naast het dorp bestond het ook uit de buurtschappen Klokhuis en De Dijk maar deze worden niet meer als zelfstandige plaatsen gezien. Klokhuis lag aan de Steenmaatsdijk en de noordelijke punt van de Klokhuisdijk die overloopt in de buurtschap Laagduurswoude. En De Dijk was de bewoning aan de Iegepoeldijk, dat in het zuidelijke verlengde ligt van het dorp en overgaat in de buurtschappen De Bult en Terwisscha.